# Тоја
Тоја је у грчкој митологији било име више личности.

## Митологија
1. Хесиод у теогонији је наводи као једну од Океанида.[1] Њено име означава спретност и поједини извори дају могућност да је могла бити Најада, али и Нефела или Аура.[2]
2. Једна од Нереида која се појављује у Хомеровој „Илијади“, али и према Хесиоду и Хигину.[3]
3. Амазонка која се борила у Ејетовој војсци против Персејевих трупа и коју је убио Гесандер.[4]
4. Једна од Адметових кобила је имала ово име.[5]